# Keresztessy Mária
Keresztessy Mária, született Keresztesi Mária Vilma (Miskolc, 1905. június 25. – Budapest, 1977. május 29.) magyar színésznő.

## Életútja
Keresztesy Sándor vármegyei tisztviselő és Vidlicska Mária Katalin lánya. Kezdetben mozikban zongorázott, majd az Országos Színészegyesület színésziskolájában tanult. 1932-ben a Belvárosi Színházhoz került Bárdos Artúr jóvoltából. 1934 és 1936 között Szegeden játszott, majd Budapesten szerepelt: 1936-ban a Pódium Írók Kabaréjában, 1937–38-ban a Magyar Színházban és az Andrássy úti Színházban, 1939–40-ben a Belvárosi Színházban lépett fel. 1943–44-ben a Vidám Színháznak, 1945-től 1949-ig a Művész Színháznak, 1949–50-ben az Úttörő Színháznak volt tagja. Ezt követően a szolnoki Szigligeti Színházban szerepelt, amit másfél év szünet követett, majd 1955-től a József Attila Színház művésze volt egészen nyugdíjazásáig.
Férje orvos volt, unokaöccse Dargay Attila rajzfilmrendező és képregényrajzoló.

## Főbb színházi szerepei
- Reichstadti herceg (Rostand: A sasfiók)
- Lady Anna (Shakespeare: III. Richárd)
- Warenné (Shaw: Warrenné mestersége)
- Tóth Flóra (Bródy Sándor: A tanítónő)
- Zsófia (Kodolányi János: Végrendelet)
- Lady Milford (Schiller: Ármány és szerelem)
- Pernelle asszony (Moliére: Tartuffe)

## Drámái
- Férfiszerelem (1940)
- Záporeső (1943)

## Filmszerepei
- Két fogoly (1937) – Aranka, vendég
- Szegény gazdagok (1938)
- Nincsenek véletlenek (1938) – Pataky Benedekné
- Toprini nász (1939) – Ria grófnő anyja
- Földindulás (1939) – Jehovás Zsuzsi
- Semmelweis (1939) – szülő asszony
- Garszonlakás kiadó (1939) – Irma, Klári nagynénje
- Sarajevo (1940) – Irina
- Elnémult harangok (1940) – Todorescu pópa felesége
- Egy asszony visszanéz (1941-42) – Ilona, nevelőnő
- Házasság (1942) – Katica, a beteg kislány édesanyja
- Fráter Lóránd (1942) – színésznő
- Férfihűség (1942) – Rózsi
- Magyar sasok (1943) – Ágika és Irénke anyja
- Déryné (1951) – Sóskáné
- Semmelweis (1952)
- Életjel (1954) – Balogh Istvánné
- Budapesti tavasz (1955)
- Mese a 12 találatról (1956)
- Éjfélkor (1957) – utas a kishajón
- Külvárosi legenda (1957)
- Micsoda éjszaka! (1958)
- Álmatlan évek (1959)
- Játék a szerelemmel (1959)
- Gyalog a mennyországba (1959)
- Szegény gazdagok (1959)
- Merénylet (1960)
- Hosszú az út hazáig (1960)
- Fapados szerelem (1960)
- Fűre lépni szabad (1960)
- Légy jó mindhalálig (1960)
- Az ígéret földje (1961)
- Mici néni két élete (1962)
- Rendszáma ismeretlen (1963, TV-film)
- Ezer év (1963)
- Új Gilgames (1964)
- Pacsirta (1964)
- Butaságom története (1965)
- Özvegy menyasszonyok (1965)
- Nem szoktam hazudni (1966)
- Fügefalevél (1966)
- Aranysárkány (1967)
- Család ellen nincs orvosság (1968, TV-film)
- Irgalom (1973, TV-sorozat)
- Két fiú ült egy padon (1973, TV-film)
- Dorottya (1973, TV-film)
- Zenés TV színház (1974, TV-sorozat)
- Néhány első szerelem története (1974, TV-film)
- Jelbeszéd (1974) – kórházi beteg
- Robog az úthenger (1976, TV-sorozat)
- A zöldköves gyűrű (1977, TV-film)

## Meg nem valósult filmforgatókönyvei
- Művészszerelem (1941)
- Csak Te (1941, Igady Kiss Sándorral)
- Utolsó felvonás (1944)